# Джордж Крук
Джордж Крук (на английски: George Crook) е генерал от армията на Съединените американски щати.
Роден е на 8 септември 1828 г. близо до Тейлърсвил, Охайо. Произхожда от фермерско семейство. Син е на Елизабет Матюс и Томас Крук. Завършва Военната академия на САЩ в Уест Пойнт през 1852 г. и служи в Калифорния и Орегон до 1861 г. По време на Гражданската война служи като полковник от 36-и доброволчески пехотен полк на Охайо. След войната се завръща в Тихоокеанския северозапад.
През 1871 г. е преместен в Аризона, за да се бори с апачите. След успешна кампания срещу тях Крук е повишен в бригаден генерал през 1873 г. През 1875 г. поема командването на Военния департамент на Плат в Омаха, Небраска. През декември 1875 г. правителството нарежда на армията да принуди сиуксите и северните шайени да се заселят в резерват в Небраска. На 17 юни 1876 г. Крук с 1300 войници (включително 175 кроу и 86 шошони скаути) се бие с около 1500 индианци сиукси и шайените водени от Лудия кон в жестока 6-часова битка на река Роузбъд, Монтана. В битката Крук е победен и се оттегля. Кампанията срещу индианците продължава през цялата 1876 г. и началото на 1877 г. Армията унищожава индианските села и възпрепятства индианците да ловуват. Изправени пред глада Лудия кон и други военни вождове са принудени да се предадат през пролетта на 1877 г.
Крук вярва, че американците са виновни за индианските войни и се застъпва за правата на индианците. Когато през 1878 г. правителството му нарежда да арестува група от племето понка на вожда Стоящата мечка, които са се върнали в Небраска от Индианската територия (Оклахома), Крук, виждайки несправедливостта извършена спрямо понките започва кампания за отмяна на заповедта. Той убеждава някои съдебни лица и хора от пресата да се заведе дело за отмяна на заповедта. В резултат на делото „Стоящата мечка срещу Крук“, съдията Елмър Дънди постановява за първи път в американската история, че „индианецът е личност по смисъла на закона и има законното право да избере мястото, където да живее“.
Заради доброто си отношение срещу индианците, Крук изпада в немилост пред по-висшестоящите си началници. През 1882 г. се завръща отново в Аризона, за да се справи с бунтуващите се апачи. През 1883 г. той води близо 200 разузнавачи западни апачи и около 50 войници до убежището на чирикауаите на Джеронимо в Западна Сиера Мадре в Мексико. След кратка схватка, Крук договаря мирното връщане на чирикауаите в резервата им в Аризона. началника на Крук генерал Филип Шеридан публично разкритикува политиката на Крук спрямо апачите и отношенията между двамата се влошават до такава степен, че през 1886 г. Крук иска да бъде освободен от командването си в Аризона. Той се връща във Военния департамент на Плат, където е повишен в генерал-майор и командир на Дивизията в Мисури със седалище в Чикаго. Крук умира в Чикаго на 21 март 1890 г.